# Parafia św. Andrzeja Boboli w Szyldaku
Parafia świętego Andrzeja Boboli w Szyldaku – parafia rzymskokatolicka znajdująca się w archidiecezji warmińskiej, w dekanacie Olsztynek.